# Timotheus Sogn
Timotheus Sogn er et sogn i Valby-Vanløse Provsti (Københavns Stift). Sognet ligger i Københavns Kommune. I Timotheus Sogn ligger Timotheus Kirke.
I Timotheus Sogn findes flg. autoriserede stednavne:
- Danshøj (station)
- Langgade (station)

I sognet ligger desuden Valby Station og indkøbscentret Spinderiet. Af boligområder kan nævnes Selveje, Den røde by, Den hvide by, Akacieparken, Lyset og Valby Vænge.